# Stuck with you
Stuck with you is een single van Huey Lewis and the News uit 1986. Het was de eerste single die afkomstig was van hun album Fore!. De muziekgroep voerde er in thuisland de Verenigde Staten drie weken lang de Billboard Hot 100 mee aan. Het was hun tweede nummer 1-hit in de Verenigde Staten. The power of love was de eerste. In de Engels-sprekende landen haalde de single meer succes dan in andere landen.
In Nederland werd de plaat veel gedraaid op Radio 3 en werd een radiohit in de destijds twee hitlijsten op de nationale popzender. De plaat bereikte de 16e positie in de Nederlandse Top 40 en de 21e positie in de Nationale Hitparade. In de Europese hitlijst op Radio 3, de TROS Europarade, werd géén notering behaald.
In België bereikte de plaat de 22e positie in de Vlaamse Radio 2 Top 30 en de 25e positie in de Vlaamse Ultratop 50.
De bijbehorende videoclip werd opgenomen op de Bahama's met onder andere Keely Shaye Smith, vrouw van Pierce Brosnan. Regisseur Edd Griles was destijds populair, want voorzag ook Cyndi Laupers Girls just want to have fun ook van een videoclip. In Nederland werd de videoclip op televisie uitgezonden door de popprogramma's AVRO's Toppop, Countdown van Veronica met Veronica Radio 3 dj Adam Curry en TROS Popformule met TROS Radio 3 dj Martijn Krabbé.

## Hitnoteringen
In de VS haalde Huey Lewis meerdere nummer 1-hits, maar in Nederland en België kwam het niet zover.

### Nederlandse Top 40
| Positie: | 36 | 30 | 20 | 16 | 16 | 24 | uit |

### Nationale Hitparade
| Positie: | 44 | 40 | 31 | 28 | 21 | 26 | 35 | 49 | uit |

### Vlaamse Radio 2 Top 30
| Positie: | 22 | 30 | uit |

### Vlaamse Ultratop 50
| Positie: | 39 | 33 | 25 | 35 | uit |

### NPO Radio 2 Top 2000
Stuck with you stond alleen in 1999 in de NPO Radio 2 Top 2000, op plek 1876.